# 行方バーガー

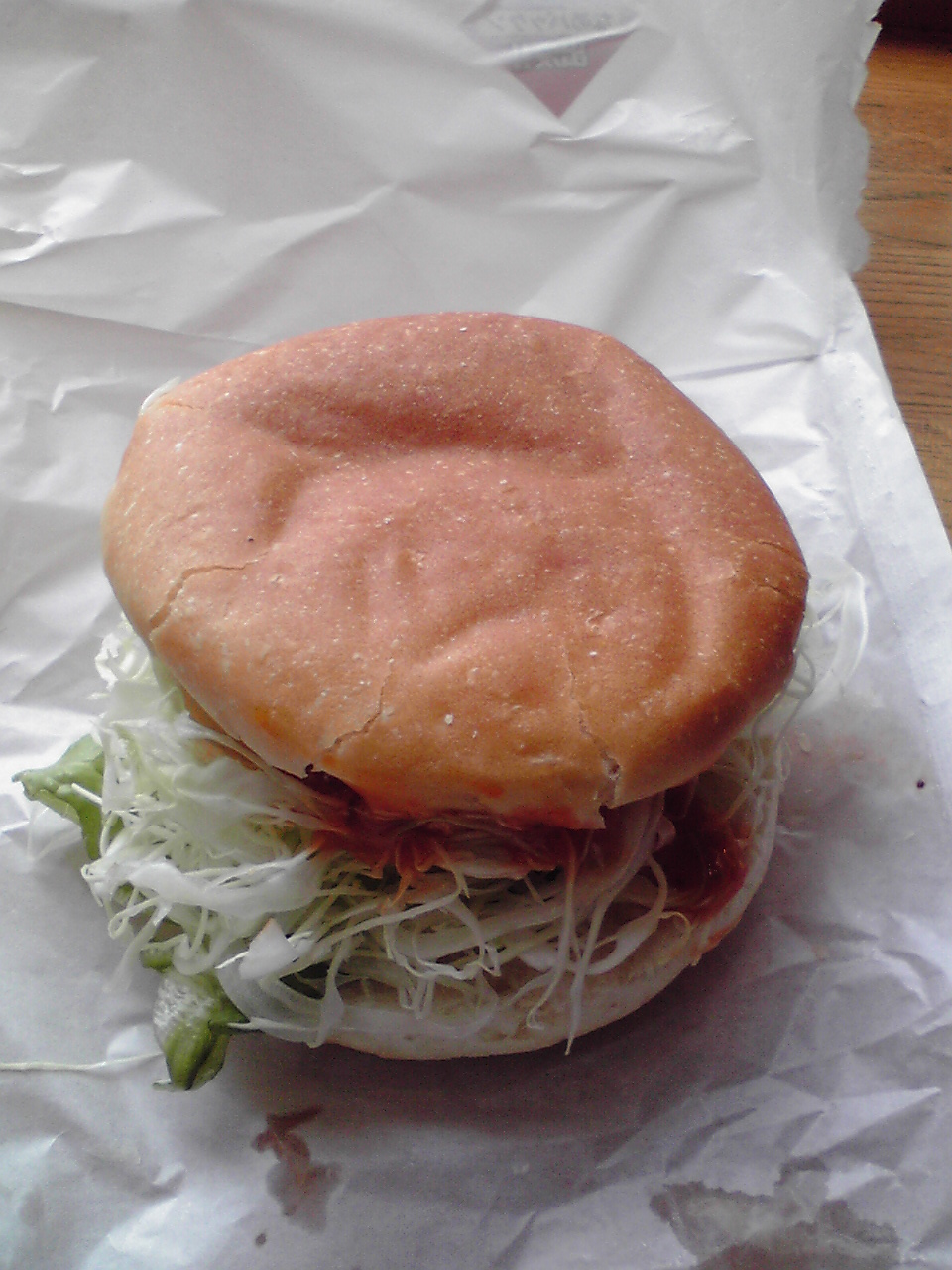
行方バーガー「なめパックン」

行方バーガー（なめがたバーガー）は、茨城県行方市のご当地グルメである。2009年（平成21年）に初登場した。

## 概要
2009年1月25日に販売を開始した、行方の新名物として企画されたハンバーガーである。行方市麻生商工会を中心に開発した。霞ヶ浦で養殖しているアメリカナマズ（チャネルキャットフィッシュ）をパティに使った「なめパックン」などのユニークなハンバーガーで注目を集め、多方面で紹介されている。

## 種類

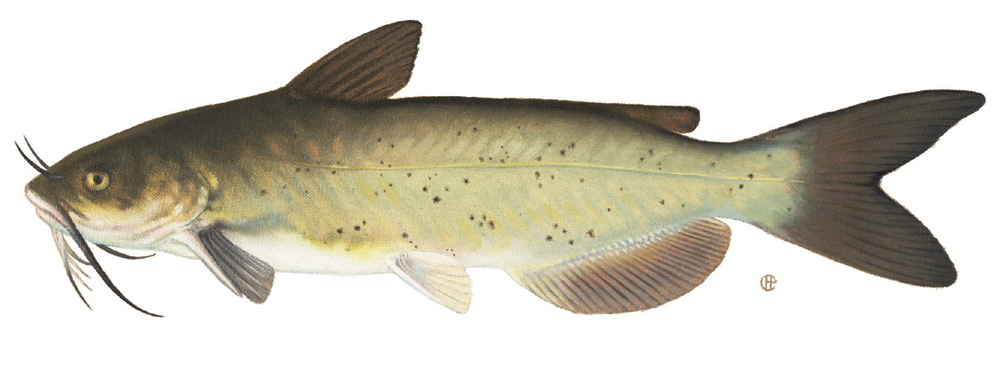
アメリカナマズ

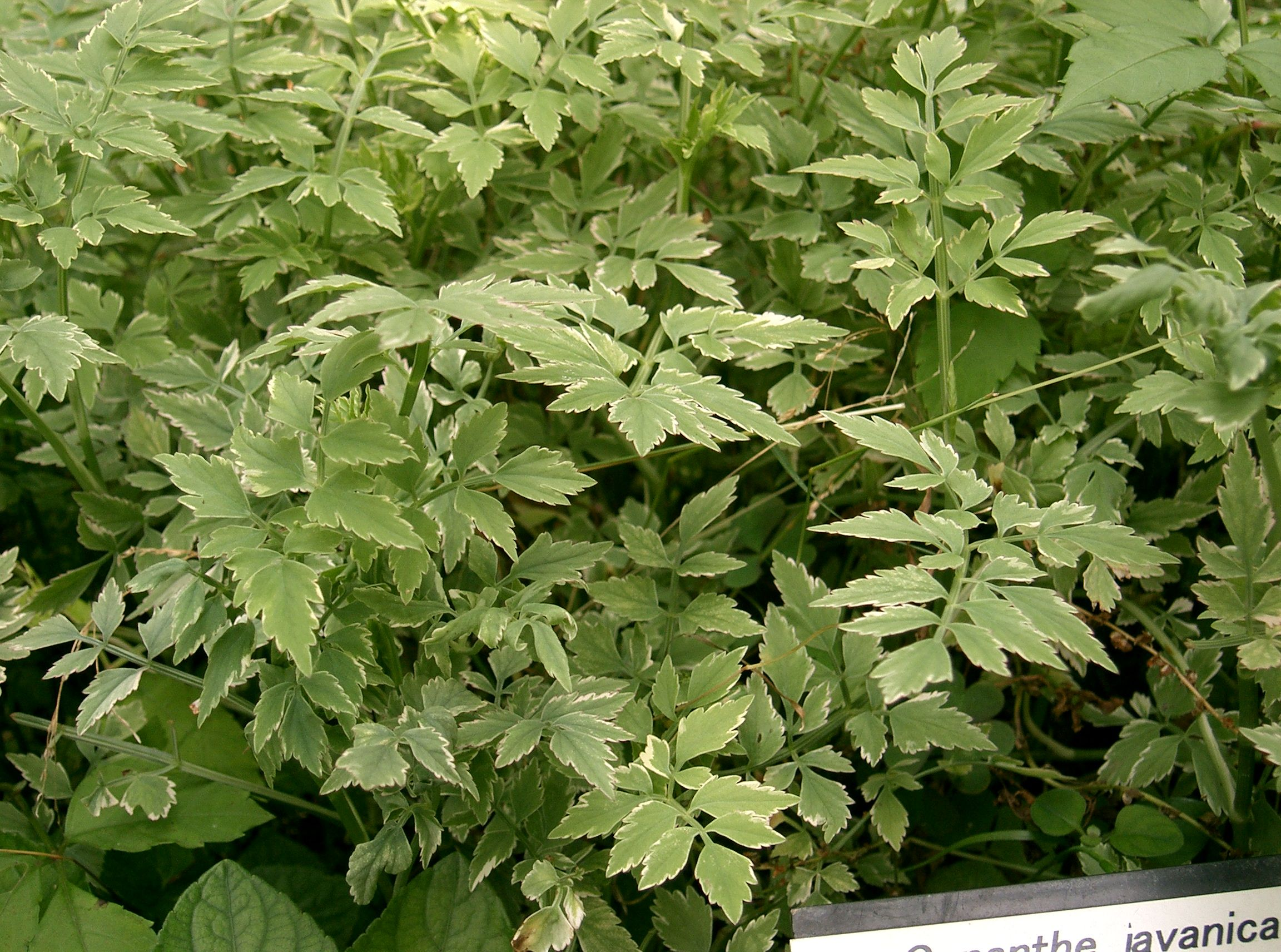
セリ

1.なめパックン
霞ヶ浦で養殖されたアメリカナマズのカマ肉（胸びれの付いている部分）を中心に玉葱と蓮根を加えたパティを使用。天然物とは違い、養殖ナマズには生臭さがない。タルタルソースと1振りのチリソースで味付けする。ほか、わさび菜・レタス・きゅうり・トマトをサンドしていて、1個500円。
2.ぶたパックン
パティは茨城県産の豚肉と玉ねぎを使用したメンチカツ。ケチャップとソースで作った「行方特製ソース」で味付けした。サンドする野菜はなめパックンと同じで、1個380円。
3.こいパックン
霞ヶ浦産の鯉を特製ソースで味付けしたパティを使用。わさび菜・水菜・玉葱をトッピングする。「こいこい」のみで販売、1個400円。
4.かもパックン
地元合鴨農法で育った鴨肉と鶏肉をミックスし、てりやきソースで味付けしたパティを使用。トッピングにはセリや練り梅を使用する他、酢バスや黒コショウでアクセントを加えている。「こいこい」のみで販売、1個500円。

## 販売店
2009年9月現在、以下の2店舗で販売している。
- 行方市観光物産館こいこい
  - 道の駅たまつくりに隣接する行方市の特産品販売所。所在地は行方市玉造甲1963-5。
- ミート＆フーズ旭屋
  - 行方市麻生商工会のアンテナショップとして2009年1月25日に開店[1]。当日は行方バーガーの完成発表会を兼ねていた[1]。所在地は行方市麻生1135-17。

## 歴史
霞ヶ浦に面した行方郡（現・行方市）周辺では、1975年（昭和50年）頃からアメリカナマズが食用として養殖されてきた。しかし、2000年（平成12年）頃には養殖場から逃げ出したアメリカナマズが湖内で繁殖し、エビやハゼを食い荒らすようになり、地域の人を困らせていた。
このような中、2005年（平成17年）9月2日に行方郡3町（麻生町・北浦町・玉造町）が合併して「行方市」が発足、行方市麻生商工会では新市の名物が検討された。そこで、話題性も十分なアメリカナマズを使うことが決定し、経済産業省の補助金を原資に「ナマズの薫製」を開発した。
ナマズの薫製は成功を収め、商品価値を確信した同会は、若者向け商品として「なめパックン」を作ることを決意する。開発には3か月を要し、2009年（平成21年）1月25日に「ぶたパックン」と合わせて行方バーガーの販売を開始する。
同年3月1日には、道の駅たまつくりのレストラン「玉水苑」の料理長が自店の「鯉のポタポタ焼き丼」の味付けをもとに開発した新商品「こいパックン」を発表した。鯉を材料に利用したのは、霞ヶ浦の地場産業である鯉養殖に光を当て、鯉の消費拡大を図るためである[茨城新聞ニュース]。
同年11月21日、行方バーガー第4弾となる鴨肉を使った「かもパックン」を発表、「こいこい」にて販売を開始した。行方市商工会の推進する「全国展開プロジェクト」の一環として、「次世代の食文化創造プロジェクトチーム」が商品を開発。鴨肉や、練り梅、地元産のセリを使用するなど、地域の歴史文化と食文化の融合を目指して開発された。

## 評価
行方バーガーを販売する「こいこい」では、週末には日本全国から客が訪れ、1日に150個を売り上げる人気商品になっている。

## 参考資料
- 茨城新聞朝刊鹿行A版2009年2月28日付け記事「行方バーガー第3弾「こいパックン」食べて」（電子版）
- 中日新聞朝刊2009年8月1日付け記事「アメリカナマズのバーガー（茨城県行方市）」（電子版）
- 行方バーガー 新商品登場!（行方市商工会発行のチラシ）